# Сборная Румынии по крикету
Сборная Румынии по крикету — национальная спортивная сборная, представляющая Румынию на международных соревнованиях по крикету. С 2017 года является ассоциированным членом Международного совета по крикету.

## История крикета в Румынии
Матчи по крикету в Румынии проводились с 1893 по 1930 годы, однако в дальнейшем этот вид спорта изжил себя в Румынии и вернулся только в XXI веке. 27 июня 2009 года в Бухаресте на стадионе «Берчень» прошёл первый в истории Румынии матч сборной по крикету против Болгарии. Первый турнир с участием сборной Румынии в формате Twenty20 состоялся в июле 2010 года в Скопье, а 29 июня 2013 года Румыния стала аффилированным членом Международного совета крикета (ICC) и получила право участвовать в официальных турнирах по крикету. С 2017 года — ассоциированный член ICC.
В апреле 2018 года Международный совет крикета постановил, что начиная с 1 января 2019 года матчи между сборными-членами ICC, проводимые в формате Twenty20, будут иметь официальный международный статус, что распространяется и на Румынию. Ядро сборной составляют представители иных крикетных держав, проживающие и работающие в Румынии. При этом в самой Румынии насчитывается 8 крикетных клубов — «Банат Лайонс», «Бэняса», «Клуж», «Жуниор Спортс», «Тимиш Райзинг Старс», «Тимишоара Тайтэнс», «Трансильвания» и «Юнайтед Крикет Клаб». Матчи и тренировки проводятся в местечке Моара-Влэсией (в 26 км от центра Бухареста), где в 2011—2013 годах был построен крикетный стадион — единственный в Центральной и Восточной Европе (без учёта России).